# Serguéyevski
Serguéyevski (del ruso: Сергеевский) es un jútor del raión de Gulkévichi del krai de Krasnodar, en el sur de Rusia. Está situado en la orilla derecha de la desembocadura del río Zelenchuk Treti en el Zelenchuk Votorói, 27 km al suroeste de Gulkévichi y 115 km al este de Krasnodar, la capital del krai. Tenía 35 habitantes en 2010.
Pertenece al municipio Skobelevskoye.